# Dermatitis del bolquer
La dermatitis irritativa del bolquer o dermatitis del bolquer és un terme genèric aplicat a una erupció cutània causada per irritants de la pell, a la zona del bolquer (femta i orina).
La dermatitis irritativa del bolquer es caracteritza per zones de color vermell (eritema) amb descamació que es veu principalment a les superfícies convexes, sense afectar els plecs cutanis. Però quan hi ha afectació secundària per bacteris o fongs tendeix, a més, a estendre's als plecs, i sovint presenta l'eritema central amb les vores (o al voltant) amb pústules.
Normalment, es considera una forma de dermatitis de contacte. La paraula "bolquer" està en el nom no perquè el bolquer en si mateix provoqui l'erupció, sinó més aviat perquè l'erupció s'associa amb l'ús de bolquers, sent causada pels materials atrapats pel bolquer (generalment excrements). També s'ha suggerit dermatitis al·lèrgica de contacte, però hi ha poques evidències d'aquesta causa. En adults amb incontinència fecal, urinària, o ambdues, l'erupció de vegades s'anomena dermatitis associada a la incontinència.
El terme candidosi del bolquer s'utilitza quan s'identifica l'origen fúngic. La distinció és fonamental per al diferent tractament antifúngic.